# آداپتور

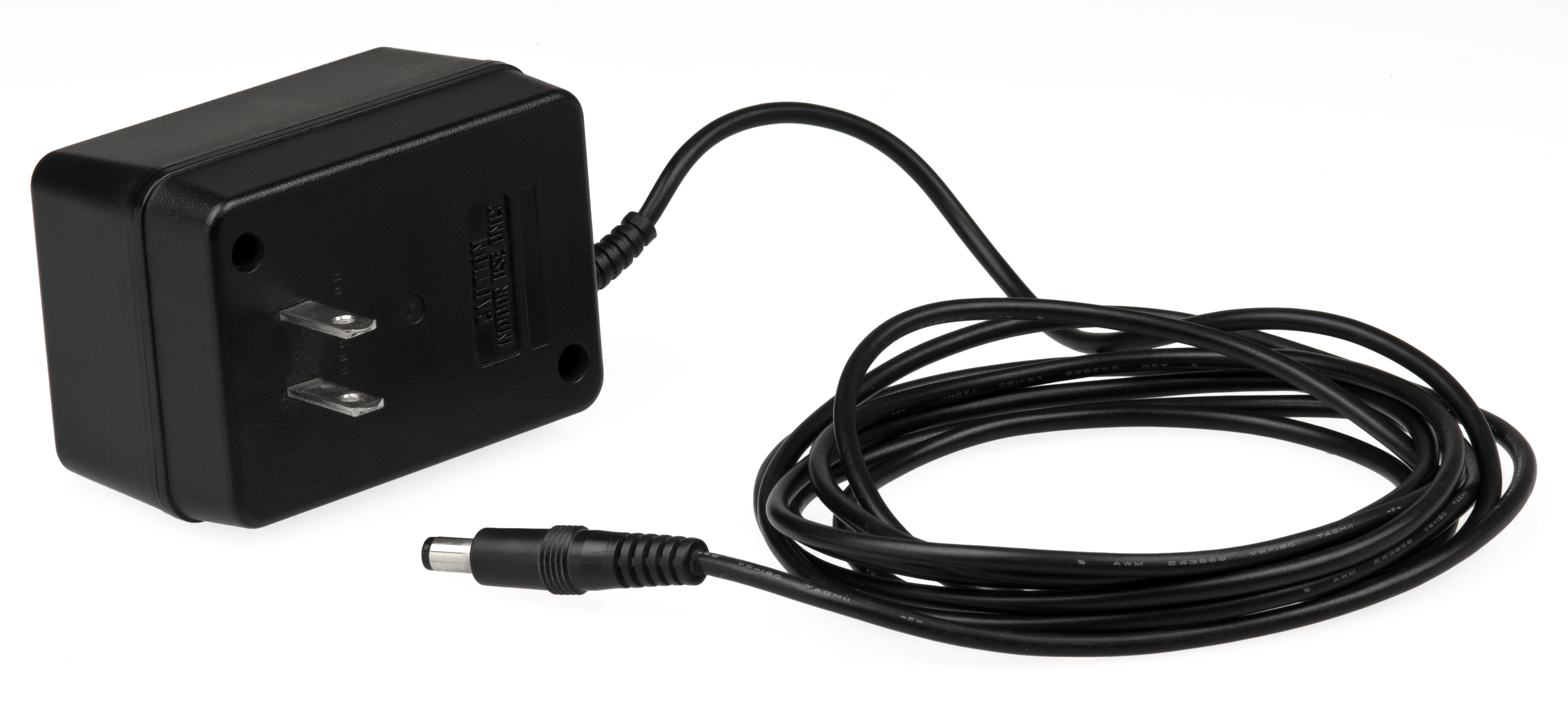
یک آداپتور دیواری

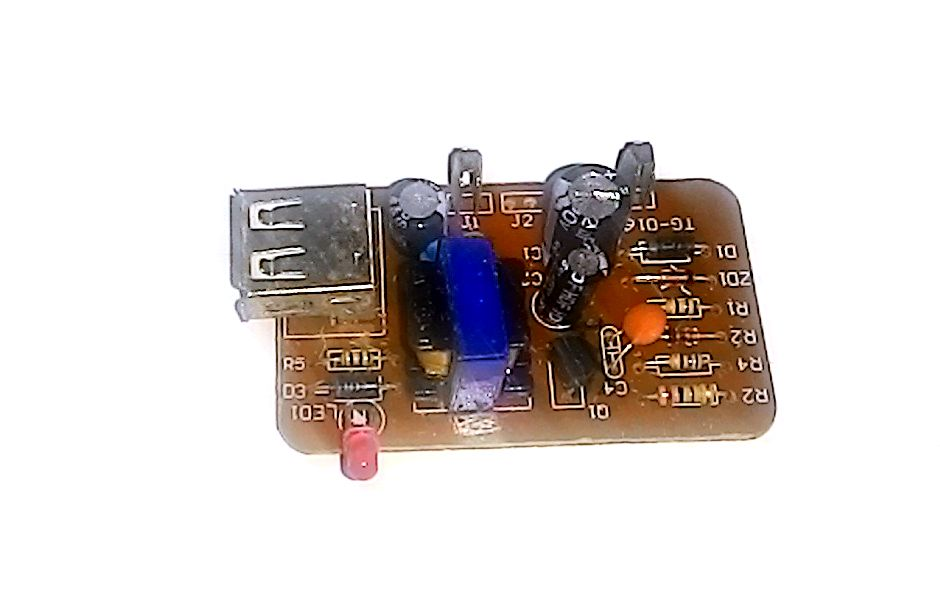
مدار داخلی یک آداپتور

آداپتور جریان متناوب (به انگلیسی: AC Adapter) یک نوع مبدل الکتریکی می‌باشد، این وسیله جریان متناوب برق با ولتاژ بالا را به جریان مستقیم با ولتاژ پایین تبدیل می‌کند. آداپتورهای جریان متناوب برای تأمین انرژی دستگاه‌های الکترونیکی که منبع تغذیه داخلی ندارند مورد استفاده قرار می‌گیرند. منبع تغذیه الکتریکی داخلی و آداپتورها دارای ساختاری مشابه هستند.

## عملکرد
در اصل بیشتر مبدل‌های جریان متناوب به جریان مستقیم منبع‌های تغذیه‌ای هستند که یک ترانسفرمر برای تبدیل ولتاژ بالا به ولتاژ کمتر، تبدیل جریان متناوب به جریان مستقیم، فیلتر و تبدیل امواج و همچنین کنترل جریان الکتریکی را در خود جا داده است. اندازه آداپتورها معمولاً به اندازه ترانسفورماتور بستگی دارد.

## مزایا و معایب
آداپتورهای جریان متناوب به‌طور عمده برای منابع تغذیه کوچک یا قابل حمل مورد استفاده قرار می‌گیرند. معایب و مزایای این آداپتورها شامل موارد زیر می‌شود:
- امنیت - مبدل‌های جریان متناوب که در ابعاد کوچک و به‌طور خارجی مورد استفاده قرار می‌گیرند را می‌توان بدون نگرانی از موارد امنیتی استفاده کرد. زیرا بسیاری از این مدل‌ها تنها با ولتاژهای پایین عرضه می‌شوند که این ولتاژ برای به خطر انداختن جان انسان‌ها کافی نیست. تنها باید مواظب بود که ولتاژ و جریان خروجی آداپتورها با ولتاژ و جریان ورودی دستگاه الکتریکی حتماً برابر باشند.
- داغ شدن - گرم شدن یا داغ شدن بیش از حد یکی از مشکلات این آداپتورها است که این مشکل با قطع کردن ورودی برق به آداپتور و وصل مجدد معمولاً رفع می‌شود.
- سر و صدا - تولید سر و صداهای ریز دیگر مشکل آداپتورها است. شرکت‌های تولیدکننده بیشتر به دنبال این هستند تا آداپتورهایی تولید کنند که صدای کمتری داشته باشد و به اصطلاح «تمیز» باشند.
- اندازه و وزن - یکی از مزایای برتر آداپتورهای خارجی اندازه و وزن آن‌ها هستند که این امکان را ایجاد می‌کند تا به راحتی قابل حمل باشند.
- جایگزینی - راحتی در جایگزینی نیز دیگر مزیت این آداپتورها می باشد. اگر آداپتوری کارایی خود را از دست بدهد، به راحتی می‌توان آداپتوری با مشخصات مشابه را جایگزین آن کرد.

اداپتور ها در ولتاژ هایمتفوت تولید میشوند و جریان خروج متفاوتی دارند بعنوان مثال اداپتور های 12 ولت 2 امپر-اداپتور 12 ولت 10 امپر  [] - اداپتور 12 ولت 20 امپر [] و اداپتور 12 ولت 30 امپر  ... تولید میشوند.